# Home Nations Championship 1935
L'Home Nations Championship 1935 (in gallese Pencampwriaeth Rygbi'r Pedair Gwlad 1935) fu la 31ª edizione del torneo annuale di rugby a 15 tra le squadre nazionali di Galles, Inghilterra, Irlanda e Scozia, nonché la 48ª in assoluto considerando anche le edizioni del Cinque Nazioni.
Fu l'Irlanda ad aggiudicarsi per la nona volta il titolo; gli irlandesi ebbero la certezza della vittoria finale solo all'ultima giornata, quando la Scozia, ormai matematicamente condannata al cucchiaio di legno, battendo a Murrayfield l'Inghilterra si aggiudicò la Calcutta Cup e impedì agli avversari di salire in testa alla classifica.
Il valore delle marcature, come stabilito dall’IRFB nel 1905, era: 3 punti per ciascuna meta (5 se trasformata), 3 punti per la realizzazione di ciascun calcio piazzato o mark, 4 punti per la realizzazione di ciascun drop.

## Nazionali partecipanti e sedi
| Squadra     | Città           | Impianto interno         |
| ----------- | --------------- | ------------------------ |
| Galles      | Cardiff         | Arms Park                |
| Inghilterra | Londra          | Twickenham               |
| Irlanda     | Belfast Dublino | Ravenhill Lansdowne Road |
| Scozia      | Edimburgo       | Murrayfield              |

## Risultati
| Arbitro: | Frank Haslett |

|          |      |         |
|          | mt   | Wooller |
| Boughton | c.p. |         |

| Arbitro: | Frank Haslett |

|                  |    |           |
| C. Jones Wooller | mt | Shaw Thom |

| Arbitro: | Malcolm Allan |

|              |      |          |
| Giles        | mt   | O’Connor |
| Boughton     | tr   |          |
| Boughton (3) | c.p. |          |

| Arbitro: | John Hughes |

|                                 |    |      |
| Bailey Lawlor O’Connor Ridgeway | mt | Shaw |
|                                 | tr | Fyfe |

| Arbitro: | Malcolm Allan |

|                |      |       |
| Doyle          | mt   |       |
| Bailey Siggins | c.p. | James |

| Arbitro: | Rupert Jeffares |

|             |      |         |
| Fyfe Lambie | mt   | Booth   |
| Fyfe (2)    | tr   |         |
|             | drop | Cranmer |

## Classifica
| Pos | Squadra     | G | V | N | P | PF | PS | DP | Pt |
| --- | ----------- | - | - | - | - | -- | -- | -- | -- |
| 1   | Irlanda     | 3 | 2 | 0 | 1 | 24 | 22 | +2 | 4  |
| 2   | Inghilterra | 3 | 1 | 1 | 1 | 24 | 16 | +8 | 3  |
| 3   | Galles      | 3 | 1 | 1 | 1 | 16 | 18 | −2 | 3  |
| 4   | Scozia      | 3 | 1 | 0 | 2 | 21 | 29 | −8 | 2  |